# Marcel Amont

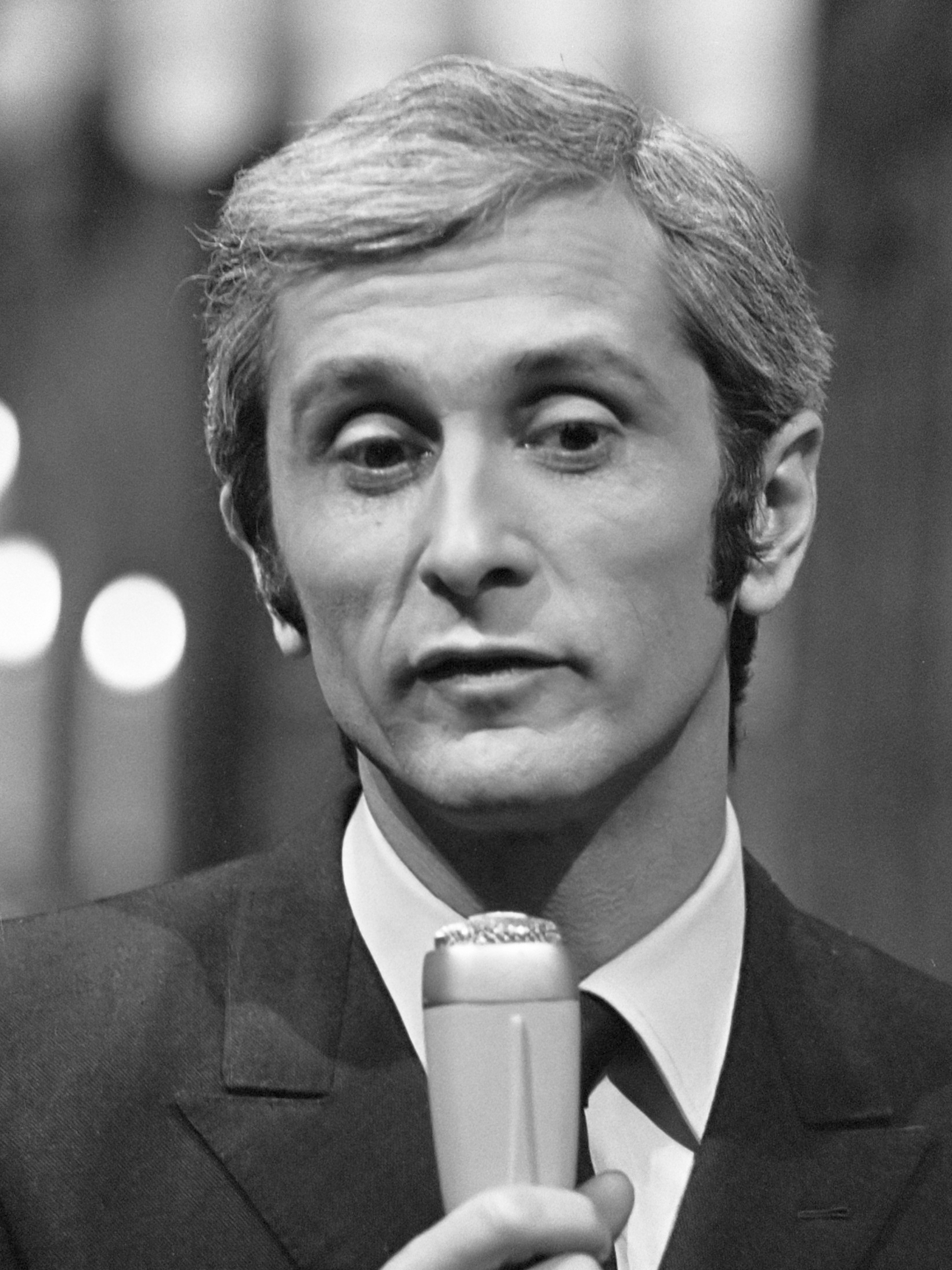
Marcel Amont (1969)

Marcel Amont (* 1. April 1929 in Bordeaux als Marcel Jean-Pierre Balthazar Miramon; † 8. März 2023 in Saint-Cloud) war ein französischer Sänger und Schauspieler. In seiner 70 Jahre andauernden Karriere hat er 30 Alben und mehr als 1000 Lieder in verschiedenen Sprachen veröffentlicht. Amont gehörte in den 1950er Jahren zu den erfolgreichsten Musikern Frankreichs. Neben seiner Musikkarriere trat er zudem als Schauspieler in Filmen und Fernsehserien in Erscheinung, für welche er teilweise auch den Soundtrack beisteuerte.

## Leben
Marcel Amont wurde 1929 unter dem Namen Marcel Jean-Pierre Balthazar Miramon als Sohn des Bahnangestellten Modeste Miramon und der Krankenschwester Romélie Lamazou in Bordeaux geboren. Nach dem Besuch eines Konzerts von Yves Montand fasste er 1948 den Entschluss, selbst Sänger zu werden. Amont gab sein Debüt als Musiker 1951 in Paris, wo er in verschiedenen Cabarets auftrat. In den folgenden Jahren etablierte sich Amont als Sänger von Chansons und wirkte unter anderem 1956 zusammen mit Edith Piaf an deren Album Olympia 1956 mit, was seinen Durchbruch markierte. Im selben Jahr gab er auch sein Debüt als Filmschauspieler in Die Braut war viel zu schön an der Seite von Brigitte Bardot, Micheline Presle und Louis Jourdan.
In den 1960er-Jahren trat Amont vermehrt auch in französischen Fernsehshows auf. Neben Songs mit seinen eigenen Texten nahm er mehrere von Claude Nougaro geschriebene Lieder („Le Balayeur du Roy“, „Penholder“, „Tango of Twins“, „Le Jazz et la Java“) auf. 1962 hatte er seinen größten Erfolg mit Le Mexicain, mit dem er im Juni und Juli zwei Wochen lang auf Platz eins der französischen Charts stand. Amont gehörte zu dieser Zeit nach Charles Aznavour und Gilbert Bécaud zu den erfolgreichsten Sängern Frankreichs. Er trat außerdem regelmäßig im Olympia in Paris auf. In den folgenden Jahren konnte sich Amont auch als Sänger im Ausland etablieren und veröffentlichte Alben und einzelne Lieder auf Englisch, Italienisch, Portugiesisch, Deutsch, Chinesisch, Irisch und Spanisch. Fünf seiner Alben erreichten in Frankreich Goldstatus.
In den 1970er-Jahren erzielte Marcel Amont weitere Charterfolge in Frankreich, darunter mit der Single Femme jolie on te yeux, einer von ihm umgeschriebenen Coverversion von Frankie Vallis Can’t Take My Eyes Off You. 1974 moderierte er zeitweise eine eigene Fernsehshow mit dem Titel Toutankhamont.
1980 stand Amont mit dem Lied Camarade Vigneron in der Vorauswahl zum französischen Beitrag beim Eurovision Song Contest. Die Wahl fiel stattdessen jedoch auf die Band Profil. 1991 legte der Sänger eine mehrere Jahre andauernde Schaffenspause ein, ehe er 2006 ein neues Album veröffentlichte. Amont war bis zu seinem Tod als Sänger sowie gelegentlich auch als Schauspieler aktiv. Seit neuestes Album Par dessus l'épaule erschien am 12. Oktober 2018 und enthält auch ein Duett mit Charles Aznavour, der 11 Tage vor der Veröffentlichung verstarb.
Marcel Amont wurde 2001 zum Ritter der Ehrenlegion ernannt. Er war von 1952 bis zur Scheidung im Jahr 1959 mit Tamara Vladimirovna Deiness verheiratet. Der Verbindung entstammen drei gemeinsame Kinder. Anlässlich seines 90. Geburtstags veröffentlichte Amont im April 2019 seine Autobiografie und trat im Mai im Rahmen des Béarn-Festivals in Paris auf.
2017 feierte er 65 Jahre künstlerische Karriere, indem er Konzerte vor ausverkauften Lokalitäten gab und Schallplatten verkaufte. Der Verkauf überstieg insgesamt 35 Millionen Exemplare und macht ihn zum dritterfolgreichsten französischen Sänger in der Musikgeschichte des Landes, hinter Michel Sardou und Johnny Hallyday.
Im Februar 2020 wurde Amont in Pau zum Ehrenmitglied der Académie protestante du Béarn ernannt.

## Diskografie (Auswahl)

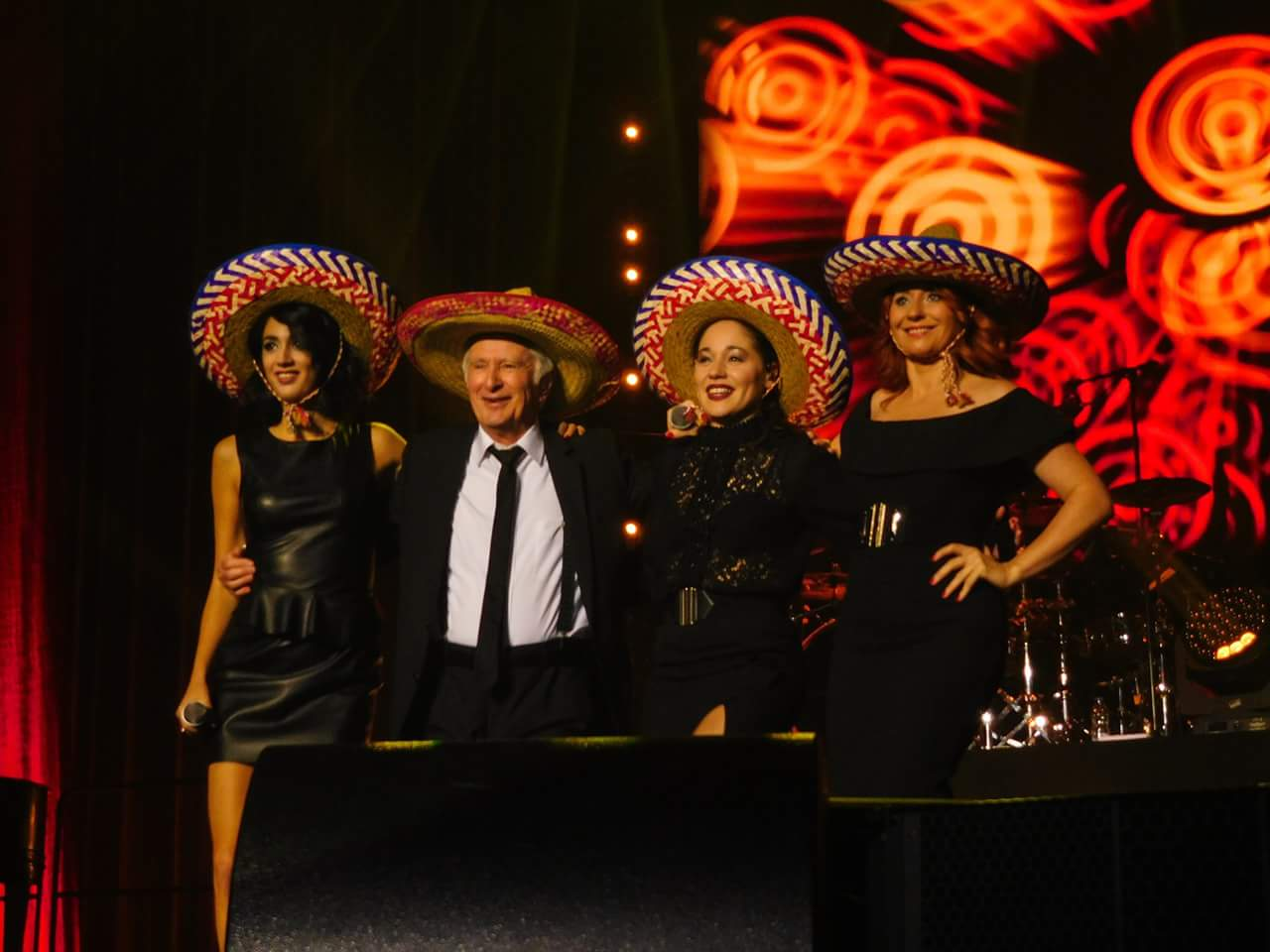
Marcel Amont während eines Konzerts im Januar 2017

- 1957: Marcel Amont
- 1958: À L’Olympia
- 1962: Récital 1962
- 1965: Olympia 64
- 1967: Olympia 67
- 1970: Amont-Tour
- 1976: A Bobino
- 1979: Un Autre Amont
- 2006: Décalage Horaire
- 2018: Par dessus l’épaule

## Filmografie (Auswahl)
- 1956: Die Braut war viel zu schön (La mariée est trop belle)
- 1962: Liebe an der Seine (Conduite à gauche)
- 1969: Wien nach Noten (Fernsehfilm)
- 1984: Les maîtres du soleil (auch Soundtrack)
- 1984: L'orsalher
- 1985: Maguy (Fernsehserie, eine Folge)
- 2012: Aïcha (Fernsehserie, eine Folge)
- 2014: Le sang de la vigne (Fernsehserie, eine Folge)